# Harakiri (1919)
Harakiri ist ein deutsches Stummfilmdrama von Fritz Lang aus dem Jahre 1919 mit Lil Dagover in der Hauptrolle.

## Handlung
Die Japanerin O-Take-San, liebliche Tochter des Daimyo Tokujawa, wird von dem lüsternen Bonze und seinem Tempeldiener Karan hartnäckig gestalkt. Während Bonze beabsichtigt, sie zur Priesterin zu weihen, hat Karan vor, sie zu seiner Geisha zu machen. Der Mönch, der in O-Take-Sans Vater einen hartnäckigen Widersacher und Verteidiger der Ehre seiner Tochter findet, setzt ein ehrabschneidendes Gerücht in die Welt, worauf dem alten Mann nur noch der die Ehre wiederherstellende Freitod bleibt. Und so verübt er Harakiri. 
O-Take-Sans Schicksal wendet sich zum Besseren, als sie eines Tages den Seeoffizier Olaf Jens Anderson kennenlernt. Der schmucke Europäer, der sich rasch in die hübsche Japanerin verliebt, ist bereit, mit ihr in japanischer Tradition eine Ehe auf Zeit, genauer gesagt auf 999 Tage einzugehen. Überaus glücklich, einem schrecklichen Leben in Knechtschaft entgangen zu sein, wirft jedoch bald ein Ereignis seine Schatten auf das junge Eheglück. Bereits nach einem Jahr wird Anderson in die Heimat zurückberufen. O-Take-San wartet, wartet und wartet auf seine Rückkehr, doch Anderson kehrt nicht zu ihr zurück. Dann kommt der Tag, an dem nach japanischem Recht ihre Ehe abgelaufen ist und O-Take-San erneut ihren alten Peinigern ausgeliefert ist.
O-Take-San, von Olaf schwanger, hat inzwischen den Sohn ihrer großen Liebe zur Welt gebracht und nennt ihn ebenfalls Olaf. Schließlich taucht der Seeoffizier wieder auf. An seiner Seite seine Ehefrau, die Europäerin Eva, die er in der Zwischenzeit in Kopenhagen geheiratet hat. Als O-Take-San ihren Ehemann auf Zeit mit Eva sieht, bricht für sie eine Welt zusammen. Wie ihr Vater sieht auch sie nur noch einen Weg, ihre beschmutzte Ehre wiederherzustellen: den Freitod durch Harakiri. Vater Olaf nimmt schließlich seinen Sohn bei seiner Heimkehr mit zurück nach Europa.

## Produktionsnotizen
Harakiri wurde in rund vier Wochen von Anfang September bis Anfang Oktober 1919 in Hamburg-Stellingen in Hagenbecks Tierpark und in Woltersdorf abgedreht. Die Uraufführung war im Rahmen einer Pressevorführung am 18. Dezember 1919 im Marmorhaus. 
Die Filmbauten – vor allem die beeindruckenden japanischen Ensembles – entwarf der Hamburger Völkerschau-Betreiber Heinrich Umlauff. Asien- und Afrika-Spezialist Umlauff hatte unmittelbar zuvor bereits Langs Inszenierung Die Spinnen bau- wie requisitentechnisch betreut. 
Der Filmregisseur Rudolf Meinert wirkte bei Harakiri als Produktionsleiter.
1987 wurde der Film vom Bundesarchiv in Koblenz restauriert.

## Vorgeschichte
Harakiri entstand zu einer Zeit, als exotische Filmstoffe in Deutschland gegen Ende des Ersten Weltkriegs und kurz danach Konjunktur hatten. Der Film wurde von der produzierenden Decla bereits 1918, in der Spätphase des Krieges, angekündigt. Regie sollte ursprünglich Otto Rippert führen. Monate später, im Juni 1919, plante dieselbe Produktionsfirma, Josef Coenen die Regie zu übertragen. Schließlich erhielt Fritz Lang, der sich wegen der Dreharbeiten zu Die Spinnen gerade in Hagenbecks Tierpark aufhielt, den Zuschlag. Lil Dagover war schon frühzeitig für die Rolle der O-Take-San ausgewählt worden.
Eine Reihe der Darsteller von Die Spinnen – Lil Dagover, Paul Biensfeldt, Rudolf Lettinger, Meinhard Maur und Georg John, der seitdem in einer Fülle von Lang-Filmen mitwirken sollte – wurden gleich mitübernommen.
Von den Dreharbeiten berichtete zweimal der Film-Kurier.

## Kritiken
Karl Figdor schrieb: „Die alte Geschichte, variiert, die wir schon so gut kennen. Schauplatz das alte Japan. Mikado, Priester, Daimyo und weißer Marineoffizier. Das arme kleine Japanmädchen mit ihrer Blumenseele tragisch dazwischen. Lieber Kollege Fritz Lang! Ich hätte mir vor allem Fräulein L. D. nicht bestellt. Der exotische Deckname allein tut's nicht. Und tanzen können heißt noch lange nicht Menschenspielerin sein. Wie zart blumenhaft ist dieses Japan der Wirklichkeit! Wie märchenhaft manchmal auch heute noch! Wie seltsam puppenhaft spielerisch der Rhythmus dort des Lebens… Wie hilflos erstarrt die weibliche Ergebung in das Schicksal… Dieser Rhythmus, er lebt auch in der japanischen Natur… Lieber Kollege Fritz Lang – Du hast ja Dein Bestes versucht, ihn zu rekonstruieren. Hast, wie der selige Theaterdirektor im Faust I nicht Kosten noch Mühen gescheut. Es hat gestern entzückende Bilder gegeben: Japanisch-Stellingen, Japanisch-Berlin… Und darüber hinaus wirklich echte Umlauffsche Interieure.“
In Der Film war zu lesen: „Eine sorgfältigere dramaturgische Vorbereitung des Sujets hätte zweifellos der Regie (Fritz Lang) und der Darstellung ihre Aufgaben wesentlich erleichtert. Lil Dagover (O-Take-San), zum Teil noch Hoffnung, zum Teil schon Erfüllung, kann zweifellos mehr, als sie hier zu zeigen vermochte. Nils Prien spielte den Olaf. Weitere bewährte Darsteller, Biensfeld, John, Maur, Lettinger, Hübsch, waren gut plaziert. Fast allen, auch der schönen Lil, fehlte jedoch in Aussehen und Geste das typisch Japanische, wohingegen die prächtige Ausstattung Heinrich Umlauffs so echt, so schön und großartig als nur möglich war. Auch über Photographie (Faßbender) läßt sich - von Ausnahmemomenten abgesehen - nur Gutes berichten.“
Im Berliner Börsen-Courier stand geschrieben: „Die Japanerin wird von Lil Dagover außerordentlich eindrucksvoll gestaltet: rührend ist die Art, wie sie das kindlich-unschuldige der kleinen Japanerin wiedergibt. Die Herren Georg John, Paul Biensfeld, Meinhard Maur schließen sich den Leistungen Lil Dagovers würdig an. Der Film bietet im übrigen Bilder von ungewöhnlichem Reiz, die an Klarheit und Wirkung nichts zu wünschen übrig lassen.“
Im Berliner Tageblatt heißt es: „Einen Film von stärkstem Stimmungsreiz und vertiefter Spannung bietet das Marmorhaus (zugleich das Theater am Moritzplatz); diese Geschichte einer jungen Japanerin, von Max Jungk verfaßt, von Fritz Lang inszeniert, gibt mehr als äußerliche Exotik. Da ist wirklich etwas spürbar von dem Zauber einer fernen, fremden Welt. Mit Lil Dagover in der Hauptrolle und dem talentvollen Nils Prien wird es auch darstellerisch ein Erfolg.“
Die Lichtbild-Bühne kam zu folgendem Schluss: „Immer mehr zeigt es sich, daß unsere Filmindustrie nicht nur das Bestreben hat, auf dem Weltmarkt zu erscheinen, sondern daß sie auch Mittel und Wege gefunden hat, Films zu drehen, die die Auslandskonkurrenz nicht zu fürchten brauchen; daß sich Geldleute und Künstler in dem Bestreben zusammenfinden, die Filmerei zu veredeln, Wert und Wirkung erschöpfend herauszubringen. Ein solches Werk, mit dem wir getrost den sicherlich nicht zu unterschätzenden Kampf gegen das Ausland aufnehmen können, ist der zweite Film der Decla-Weltklasse "Harakiri", der z. Z. im Marmorhaus seine erfolgreiche Uraufführung erlebt. Das Manuskript, frei nach "Madame Butterfly" und Hall-Jones "Geisha" durch Max Junk bearbeitet, weiß angenehm zu unterhalten. […] Das völkerkundliche Museum J.F.G. Umlauff - Hamburg lieferte auf Grund sorgfältigster ethnographischer Studien den bis ins Kleinste wahrheitsgetreuen, malerisch ganz ausgezeichneten Rahmen. Das Innere der Behausungen, die stilvollen Außenaufnahmen, die malerischen Straßen Nangasakis, die farbenprächtigen, blühenden und duftenden Gartenanlagen mit ihren Zierbrücken und Schwanenteichen - all das sind vollendete, lebende Gemälde. Die Darsteller hatten es recht schwer, das richtige, tiefste Ergebenheit atmende Tempo zu finden. Gemessene Gesten und ein äußerst beherrschtes Spiel waren die ersten Bedingungen. Sie haben ihre Sache brav, wirklich anerkennenswert brav gemacht. In der Hauptrolle kann die reizende Lil Dagover als O-Take-San eine Probe ihrer großen Gestaltungskunst, ihrer beredten Mimik ablegen. Aengstlich, treuäugig auf das große Glück ergeben wartend, aber stark, fest und beherrscht im Tode, dazu trippelnd und zierlich von Gestalt -- so schuf sie in unübertrefflich sympathischer Weise den Typ einer echten Japanerin. Neben ihr seien Paul Biensfeld, Georg John und in glänzender Maske und von brillanter Mimik Meinhard Maur als Fürst Matahari und Rudolf Lettinger als urnatürlicher, verschlagener Tempeldiener lobend erwähnt.“
Ludwig Brauner schrieb Silvester 1919 in Der Kinematograph: „Exotische Filme werden augenblicklich von zahlreichen Filmgesellschaften hergestellt, und man kann nicht leugnen, daß sie von großem Reiz sind. Schon das fremdländische Milieu allein ist von außerordentlicher Wirksamkeit und gibt zudem unter einer geschickten Regie Gelegenheit, andere Völker und ihre Sitten und Gebräuche kennen zu lernen. Was dem auch häufig fehlt, die Illustration wird hier durch Anschauung des bewegten Bildes vermittelt. Und da bedeutende Fachleute bei der Inszenierung mitwirken, erstehen Bilder von verblüffender Naturtreue, denen man durchaus nicht ansieht, daß sie vor den Toren einer großen europäischen Hauptstadt aufgenommen wurden. […] Lil Dagover als O-Take-San wirkte durch ihre reizende Erscheinung und ihr ausdrucksvolles Minenspiel und hatte sich ganz in die Seele der kleinen Japanerin hineingefunden. Großartig in der Maske war Georg John als Bonze. […] Der Film gibt Gelegenheit zu entzückenden Bildern aus japanischen Gärten. Das Haus, in dem O-Take-San ihre Flitterwochen verlebt, liegt wie ein Märchen in Blütenträumen. Wundervoll sind auch die Bilder vom "Fest der fallenden Blätter", mit dem Gewimmel der zahllosen kleinen Boote, über und über mit bunten Papierlampions behängt. […] Die Entführung O-Take-Sans aus dem Teehaus gibt Gelegenheit zu interessanten Bildern aus dem Yoshiwara von Nagasaki, der Straße der Freudenhäuser, wo die Geishas hinter den Bambusgittern sitzen und die Liebe ein Beruf ist, dessen man sich nicht zu schämen braucht. Hübsche Beleuchtungseffekte erhöhen den Reiz des abendlichen Straßenbildes. Die Regie von Fritz Lang hat mit großer Liebe alle Feinheiten der Handlung herausgearbeitet und dafür gesorgt, daß auch in nebensächlichen Einzelheiten das Stilgefühl niemals verletzt wird.“
Die Deutsche Lichtspielzeitung kam Anfang 1920 anlässlich der Münchner Premiere zu folgendem Schluss: „Solche Filme brauchen, um ihre Wirkung voll auszuschöpfen, eine souveräne Regie, glänzende Ausstattung und künstlerische Photographie. Decla hat dafür gesorgt. In dem Film ist jedes Bild von dramatischem Leben erfüllt, die Photographie - Max Faßbender - stehen auf reifer künstlerischer Höhe. Erfreulicher Weise ist auch die Darstellung gut. Lil Dagover ist eine entzückende kleine Japanerin, anmutig im tändelnden Spiel, rührend im Schmerz. Eine scharf umrissene Charakterfigur bietet Georg John als Bonze, eine köstliche Charge Rudolf Lettinger als des Bonzens Diener Karan.“